# Джампиеро Вентура
Джампиеро Вентура (на италиански: Gian Piero Ventura) е италиански футболист и треньор.

## Кариера

### Като футболист
Юноша е на Сампдория, но не записва нито един мач за отбора. През сезон 1969/70 играе за Сестрезе. След това играе в Ена, Санремезе и Новезе, където приключва кариерата си през 1978 г.

### Като треньор
Започва с треньорството още преди да приключи активната си кариера, като от 1976 до 1979 г. тренира юношите на Сампдория, а след това две години е помощник-треньор на представителния отбор.
Напуска Генуа през 1981 година и за няколко години води аматьорски отбори от Лигурия. Първите си успехи постига начело на Албенга и Ентела. През сезон 1992/93 води третодивизионния Джаре, като извежда отбора до четвърто място в крайното класиране, което е най-големият успех в историята му. Следващият отбор в треньорската му визитка е Венеция. Това е първият му отбор от Серия Б. През първия сезон извежда отбора до шеста позиция, но последвалият спад в играта става причина да напусне. След това поема Лече, чийто тим се намира в Серия C, като в рамките на два сезона успява да го качи до Серия А. Успява да повтори класирането в Серия А и начело на Каляри, който достига до 12-о място в елитната дивизия. В края на сезона поема родния си отбор Сампдория, но не успява да го вкара в Серия А. Следва една година извън футбола. Завръща се в Серия А начело на Удинезе, като завършва на 14-о място в крайното класиране. След това за две години отново води Каляри и успява да достигне до деветото място. През 2004/05 е треньор на възстановения в Серия C отбор на Наполи, като му осигурява промоция за Серия Б, но след това е заменен от Едуардо Рея. През юни 2007 г. подписва с втородивизионния Пиза. В първия си сезон начело успява да класира отбора за плейофите, но не успява да го вкара в Серия А. След края на сезон 2008/09 поема Бари, където наследява Антонио Конте. В рамките на сезон 2009/10 „Петлетета“ достигат до 10-ата позиция, което е най-високото класиране в историята на отбора. Следващата кампания обаче не е толкова успешна и лошите резултати стават причина да напусне. От лятото на 2011 година е старши треньор на Торино. Още в първия си сезон начело успява да класира отбора от Серия Б в Серия А. След това успява да спаси отбора от изпадане. През сезон 2013/14 менажира „Кончетата“ до 7-ото място, даваща право на участие в Лига Европа. В турнира след това достига до 1/8-финалите, което е най-големият успех в кариерата му на футболист и треньор.
На 7 юни 2016 г. ръководството на Италианската федерация обявява, че Вентура ще поеме националния отбор след края на Евро 2016. Това е втори случай, в който Вентура наследява отбор от Антонио Конте. Завършва квалификациите за Световното първенство в Русия 2018 с поражение в плейофите от Швеция с общ резултат 0:1 на 13 ноември 2017 г. Така Италия не се класира за Мондиал за първи път от Световното първенство през 1958 г. Вентура отказва да подаде оставка и 2 дни по-късно е уволнен. Общо има 9 победи, 4 равенства и 3 загуби на кормилото на „скуадра адзура“.

## Успехи

### Като треньор
Ентела
- Шампион на Серия Д (1): 1984/85

Пистоезе
- Шампион на Серия Д (1): 1990/91

Лече
- Шампион на Серия C: 1995/96